# North-South Corridor

De North-South Corridor of North-South Expressway (NSE) (Maleis: Koridor Utara-Selatan, Chinees: 南北交通廊道, Tamil: வடக்கு-தெற்கு போக்குவரத்து நெடும்பாதை) is een autosnelweg in aanleg in Singapore. De snelweg wordt 21,5 kilometer lang. De bouw begon in 2018.
Pan Island Expressway ·
Ayer Rajah Expressway ·
North-South Corridor ·
East Coast Parkway ·
Central Expressway ·
Tampines Expressway ·
Kallang-Paya Lebar Expressway ·
Seletar Expressway ·
Bukit Timah Expressway ·
Kranji Expressway ·
Marina Coastal Expressway ·